# أزمة سكن (فلم)
أزمة سكن فيلم سينمائي مصري تم إنتاجه سنة 1972، من بطولة الممثل محمد عوض وميرفت أمين ومحمد رضا، ومن إخراج حلمي رفلة.

## قصة الفيلم
في الشركة الأهلية للمقاولات يعمل (فتوح جاد الحق) وهو موظف مجتهد يقوم بعمل الميزانية بدلا من زميله (عزت) ويعد مذكرات المشروعات بدلا من زميله (عبد المرضي)، ونظرا لأنه يقيم في (كفر أبو العطا)، يضطر إلى ركوب حمار حتى الطريق الزراعية ثم يستقل جرارا زراعيا ليصل إلى محطة القطار ليركبه إلى القاهرة ثم يستقل حافلة حتى يصل إلى الشركة فكان دائم الوصول متأخرا، فيعاقبه المدير بالخصم من راتبه بينما ينال زملاؤه المكافآت لاجتهادهم. عفاف الموظفة الجديدة تبحث عن شقة بجوار عملها وتعثر عليها عند (شنواني أبو العز) الذي يشترط أن يكتب العقد معه رجل، فتضطر عفاف أن تتنكر في هيئة رجل على أنها عفت شقيق عفاف ويستأجر الشقة من صاحب العمارة الذي ينبهر بجمال عفاف، وفوق سطوح المنزل يسكن (جميل الفتك) الدوبلير السينمائي الذي تحبه (زوبه) ابنة الشنواني. أحب فتوح الآنسة عفاف وبادلته الحب، استأجر مدير الفرع شقة مفروشة للشركة باسم (فتوح) وأسكنه فيها لصالح العمل في الظاهر، ولكن مقابل أن يستعير منه المفتاح من أجل قضاء نزواته من حين إلى آخر ولذلك كثرت المكافآت وقلت الخصومات، ومنحه مدير شؤون الأفراد علاوة استثنائية مقابل استعارة مفتاح الشقة. اضطرت عفاف لارتداء الزي الرجالي من حين إلى آخر لتبدو أنها عفت الذي يسكن مع عفاف وقد أحبته زوبه وسعت أمها لتزويجه من ابنتها وسعى كل سكان العمارة المتزوجون لخطبة عفاف من أخيها عفت، مثل (حشمت) المتزوج من (سيدة). 
جاء الدور على المدير العام لاستعارة مفتاح الشقة مقابل ترقية فتوح إلى وكيل إدارة، وعلم والده (جاد الحق) بأمر الشقة فتبرأ منه. بينما تقدم (جميل الفتك) لخطبة عفاف من أخيها عفت وقام بدعوته إلى الملهى وقدم له المشروبات الكحولية وأحضر معه فتوح على أنه المخرج الأمريكي العالمي وشربوا أربع زجاجات من الخمور وتناولوا وجبة العشاء وكانت تكلفة المأدبة 35 جنيه مصري دفع منهم جميل 5 جنيهات فقط، فقام حراس الملهى بضرب جميل بسبب ذلك. جاء العضو المنتدب الذي تعجب من كم المكافآت والترقيات في فترة وجيزة رغم أن كل التقارير السابقة عن فتوح كانت سلبية، قام فتوح بإعطاء مفتاح الشقة إلى العضو المنتدب مثل ما فعل مع باقي مديريه الآخرين ولكن العضو المنتدب يقوم بإحالة فتوح إلى التحقيق، أصيب فتوح بالمرض ولازم الفراش. وجاء المدير العام بعشيقته ومدير شؤون الأفراد بعشيقته وحضرت عفاف وعلمت كل شيء، ووجدت أنه لا فرق بين فتوح وأعضاء الشركة وسكان العمارة واتفقت مع فتوح على الاستقامة فذهب فتوح إلى العضو المنتدب واعترف له بكل شيء فساعده ودلّه على طريق الصلاح والفضيلة، بينما واعدت عفاف كل سكان العمارة بشقتها في الساعة السابعة، ثم ارتدت زي عفت وواعدت زوبه وأمها وسيدة، والتقى الجميع بالشقة وتم فضحهم جميعا، وتزوج فتوح من عفاف وأقام في شقتها واستغني عن الشقة المفروشة.

## تمثيل
- محمد عوض: فتوح جاد الحق
- ميرفت أمين: عفاف
- محمد رضا: شنواني أبو العز
- يوسف وهبي: العضو المنتدب
- عبد المنعم إبراهيم: جميل الفتك
- توفيق الدقن: مدير شؤون الأفراد
- نبيل الهجرسي: عزت
- عماد حمدي: مدير الفرع
- محمد شوقي: ساكن في العمارة
- زيزي مصطفي: راقصة الكباريه
- رجاء صادق: بنت الساكن
- كوثر رمزي: سيده
- عدلي كاسب: المدير العام
- إسكندر منسي: والد فتوح
- هالة الشواربي: زوبة
- فهمي أمان: الغندور
- إبراهيم سعفان: عبد المرضي
- صالح الإسكندراني: السمسار
- زوزو شكيب: أم زوبة

## الطاقم
- إخراج: حلمي رفلة
- قصة وسيناريو وحوار: فيصل ندا
- ديكور: ماهر عبد النور - نجيب خوري - سهير عبد العزيز
- مكياج: فاطمة بكري - ميتشو - محمد عشوب
- تصوير: كمال كريم - سمير فرج - عادل أسعد
- مونتاج: فتحي داود - عزت فهمي - زينب عويس
- صوت: نصري عبد النور
- موسيقي: عمر خورشيد